# Ядвісін (Воломінський повіт)
Ядвісін (пол. Jadwisin) — село в Польщі, у гміні Страхувка Воломінського повіту Мазовецького воєводства.
Населення — 203 особи (2011).
У 1975-1998 роках село належало до Седлецького воєводства.

## Демографія
Демографічна структура станом на 31 березня 2011 року:
|          | Загалом | Допрацездатний вік | Працездатний вік | Постпрацездатний вік |
| -------- | ------- | ------------------ | ---------------- | -------------------- |
| Чоловіки | 105     | 19                 | 76               | 10                   |
| Жінки    | 98      | 17                 | 52               | 29                   |
| Разом    | 203     | 36                 | 128              | 39                   |